# Командорський басейн

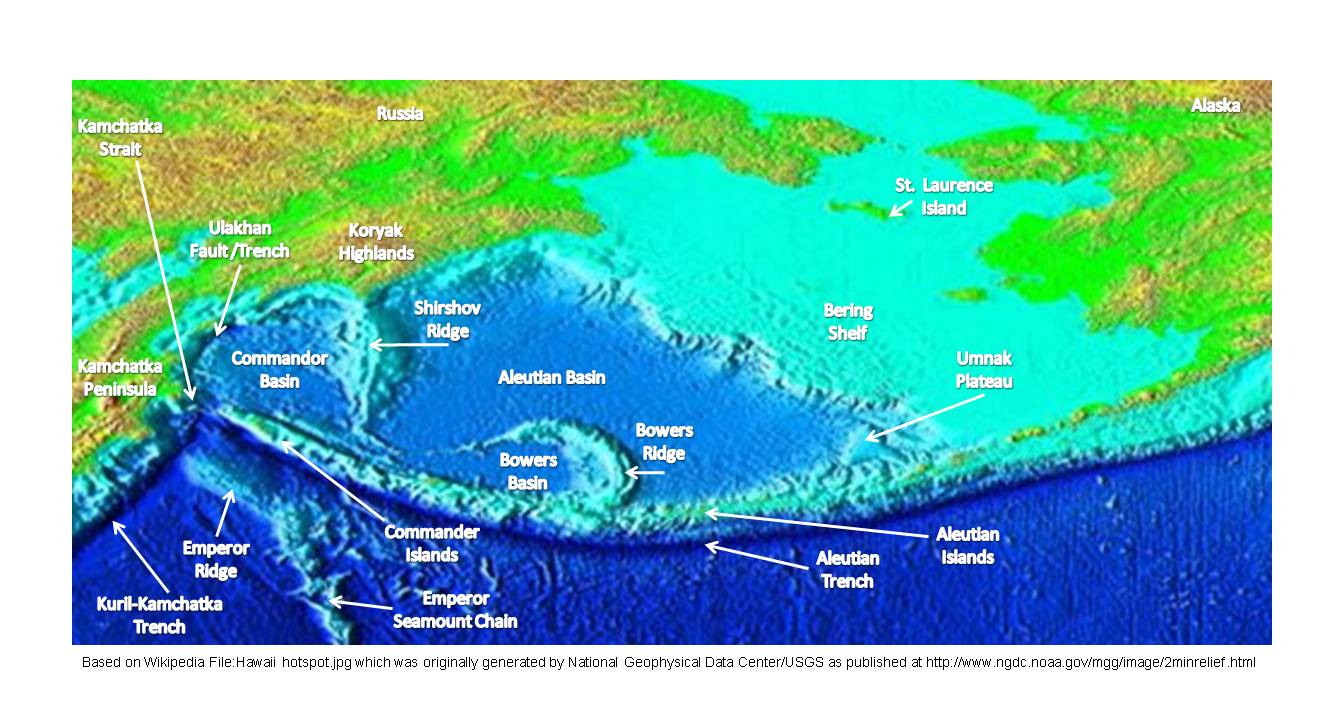
Командорський басейн на мапі

Командорський басейн розташований між хребтом Ширшова та півостровом Камчатка. Його південна межа — Алеутська дуга, що із заходу обмежує Берингове море. Камчатська протока забезпечує доступ глибинної води до басейну з південного заходу.
У південно-західній частині басейну поблизу Улаканського розлому були виявлені лінійні магнітні аномалії, пов'язані з раннім міоценом. Магнітні аномалії підтверджують послідовне відкриття Командорського басейну внаслідок напружень на межі розділу між Євразійською та Тихоокеанською плитами. Структури дна Командорського басейну були створені 17-21 млн років тому.
Фундамент Командорського басейну — горизонтальна рівнина глибиною 3800–3900 м, вкрита мулом завтовшки 2000–6000 м, що перекриває океанічну кору товщиною 12–14 км. Активний спредінг в Командорському басейні відбувся 40 — 10 млн років тому, із зануренням дна басейну вздовж Улаканського розлому під півострів Камчатка. У басейні є чотири основні зони розломів. За винятком південного кінця басейну, спрединговий центр зазнав субдукції.
Вода в басейні циркулює як океанічний вир, із західної гілки Камчатської течії, що протікає на південь уздовж півострова Камчатка. Північна частина виру знаходиться за межами Командорського басейну і є складовою течії Берингового схилу, яка прямує по краю континентального шельфу на східному краю Алеутського басейну. На півдні Командорський басейн з'єднується з північною частиною Тихого океану через Камчатську протоку шириною 4,4 км, глибиною 4 420 м.